# Rezervația naturală Stînca
Stînca este o rezervație naturală silvică în raionul Rîșcani, Republica Moldova. Este amplasată în ocolul silvic Rîșcani, Stînca, parcela 4. Are o suprafață de 55 ha. Obiectul este administrat de Gospodăria Silvică de Stat Glodeni.

## Galerie de imagini

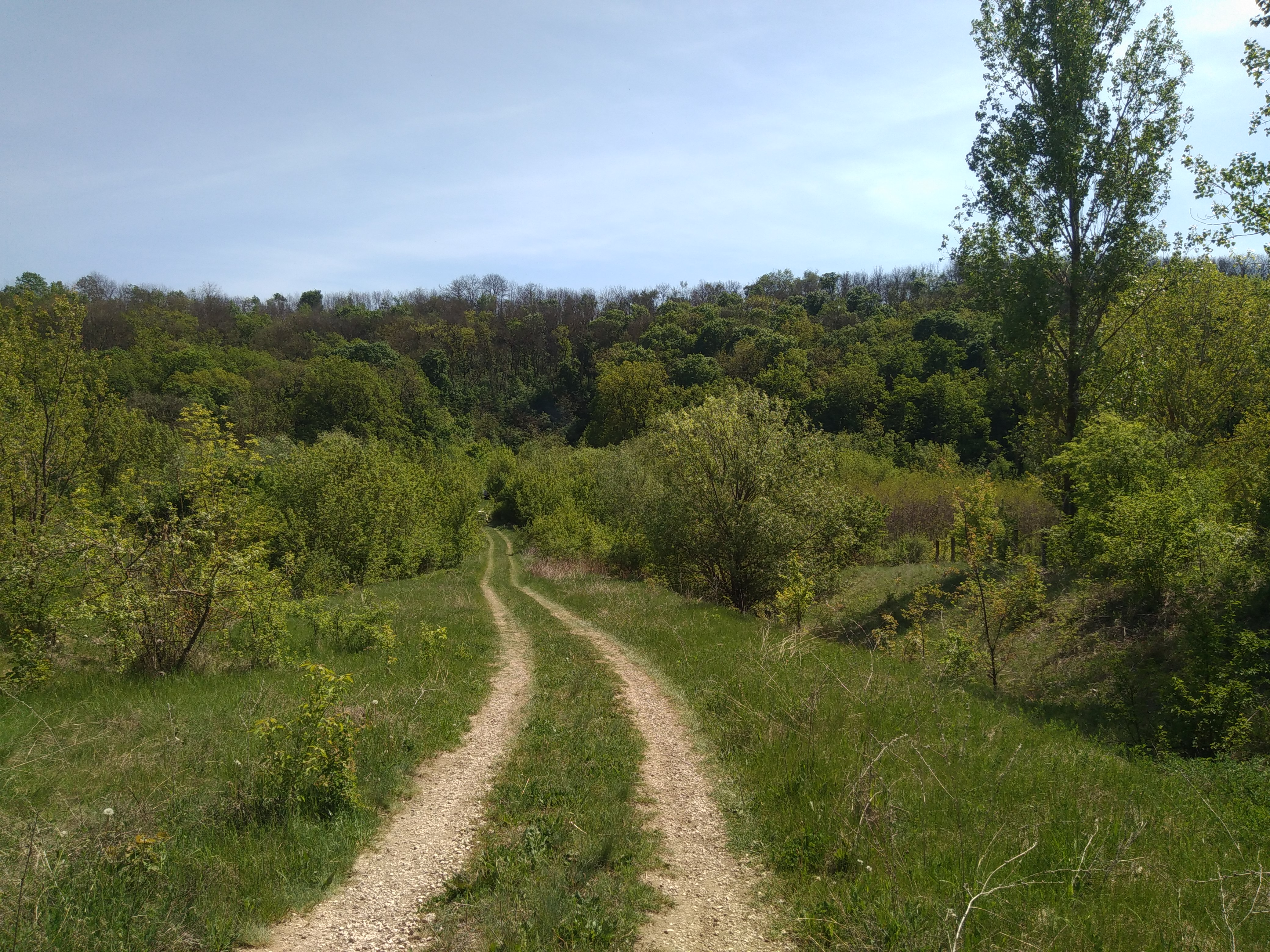
Drum de acces
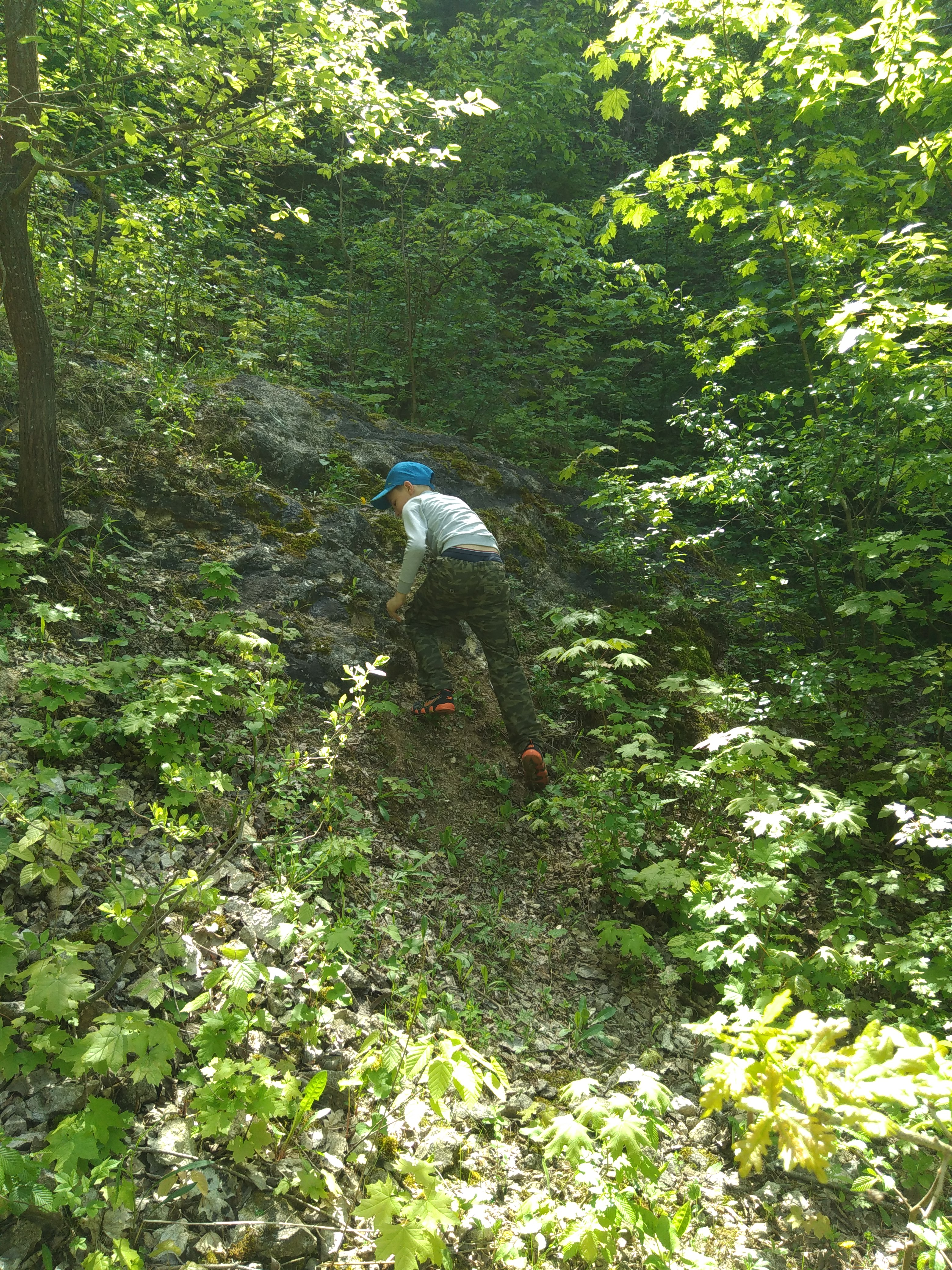
Stânca de la poalele rezervației
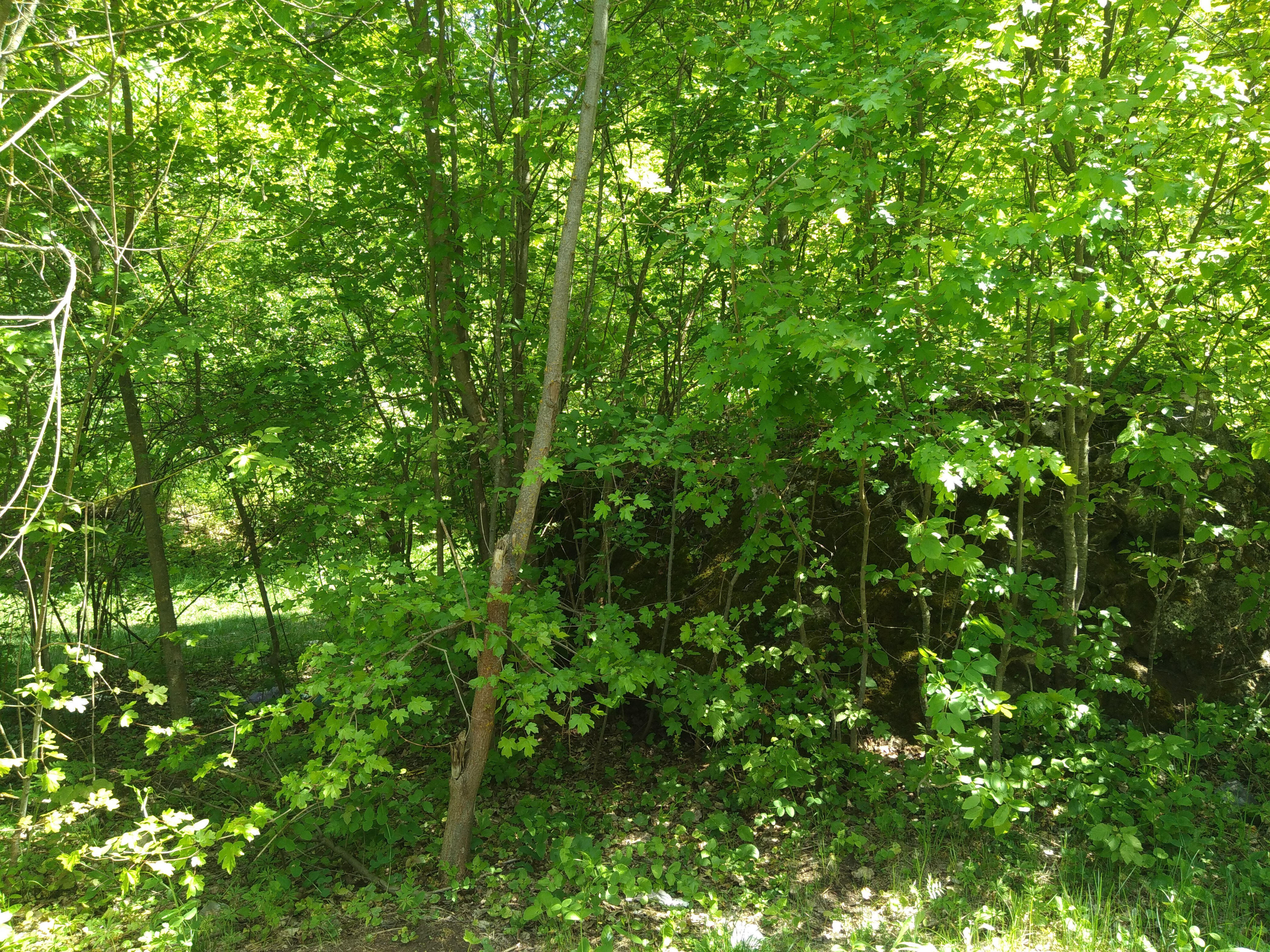
Încă o rocă